# Paul Fannin
Paul Fannin (Ashland, 29 gennaio 1907 – Phoenix, 13 gennaio 2002) è stato un politico statunitense.
È stato il governatore dell'Arizona dal gennaio 1959 al gennaio 1965. Rappresentante del Partito Repubblicano, è stato membro del Senato per l'Arizona dal 1965 al 1977.
Al Senato continuò la tradizione della Candy Desk (scrivania delle caramelle), iniziata anni prima dal senatore George Murphy, di tenere dolciumi nella sua scrivania al Senato, da offrire ai colleghi.